# Kürnberg (Gemeinde St. Peter in der Au)
Kürnberg ist ein Ort im Mostviertel in Niederösterreich wie auch Ortschaft und unter dem Namen Kirnberg eine  Katastralgemeinde der Gemeinde St. Peter in der Au im Bezirk Amstetten.

## Geographie
Der Ort befindet sich gut 27 Kilometer südwestlich vom Amstetten, 7 km südwestlich von St. Peter in der Au.
Das Dorf Kürnberg liegt in den voralpinen Ausläufern der Ybbstaler Alpen auf dem gleichnamigen Berg, auf dessen Gipfel auf 711 m ü. A. die Dorfkirche steht. Der Ort hat um die 80 Adressen. Nordwärts geht die Zaucha über die Url zur Ybbs, östlich entspringt ihr Nebenbach, der Weistrachbach. Südwärts rinnt der Stelzergraben zum Ramingbach, einem Enns-Nebenbach, der hier die Landesgrenze zu Oberösterreich bildet.
Direkt nordwestlich liegt der Plattenberg (750 m ü. A.), schon auf Weistracher Gemeindegebiet, mit der Elisabethwarte.
Die Ortschaft Kürnberg und Katastralgemeinde Kirnberg mit 1423,8 Hektar umfasst etwa 200 Adressen mit gut 800 Einwohnern (1. Jänner 2024: 861). Sie zieht sich vom Ort westwärts über die Wieserhöhe, südostwärts über Schusserberg (799 m ü. A.), Griffner Turm (772 m ü. A.), Briefberg (837 m ü. A.) bis kurz vor den Bischofberg, und hinunter ins Ramingtal, wo über gut 8 km die ganze rechtsufrige Seite dazugehört. Zum Ortschaftsgebiet zählen auch die als Kürnberg-Zerstreute Häuser zusammengefassten Einzellagen und Teile des Ortes Kleinraming, der auch auf der oberösterreichischen Seite des Ramingbachs liegt.
| Badhof (O u. KG. Gem. Behamberg)                                                            | Sträußl (O u. KG) Reinthal (beide Gem. Haidershofen)                           | Grub (O u. KG, Gem. Weistrach)       |
| Kleinraming (Gem. St. Peter i.d. Au und O u. KG, Gem. St. Ulrich b.St., Bez. Steyr-Ld., OÖ) | Kompassrose, die auf Nachbargemeinden zeigt                                    | St. Peter in der Au-Dorf (O u. KG) ∗ |
| Ebersegg (O, Gem. St. Ulrich b.St., Bez. Steyr-Ld., OÖ)                                     | Blumau (KG) Maria Neustift (O) (beide Gem. Maria Neustift, Bez. Steyr-Ld., OÖ) | Hohenreith (O u. KG)                 |

∗ Katastralgem. schreibt sich St. Peter in der Au Dorf

## Geschichte
Im Raum Reingruber-Steinbruch wurde jungsteinzeitliche Funde geborgen.

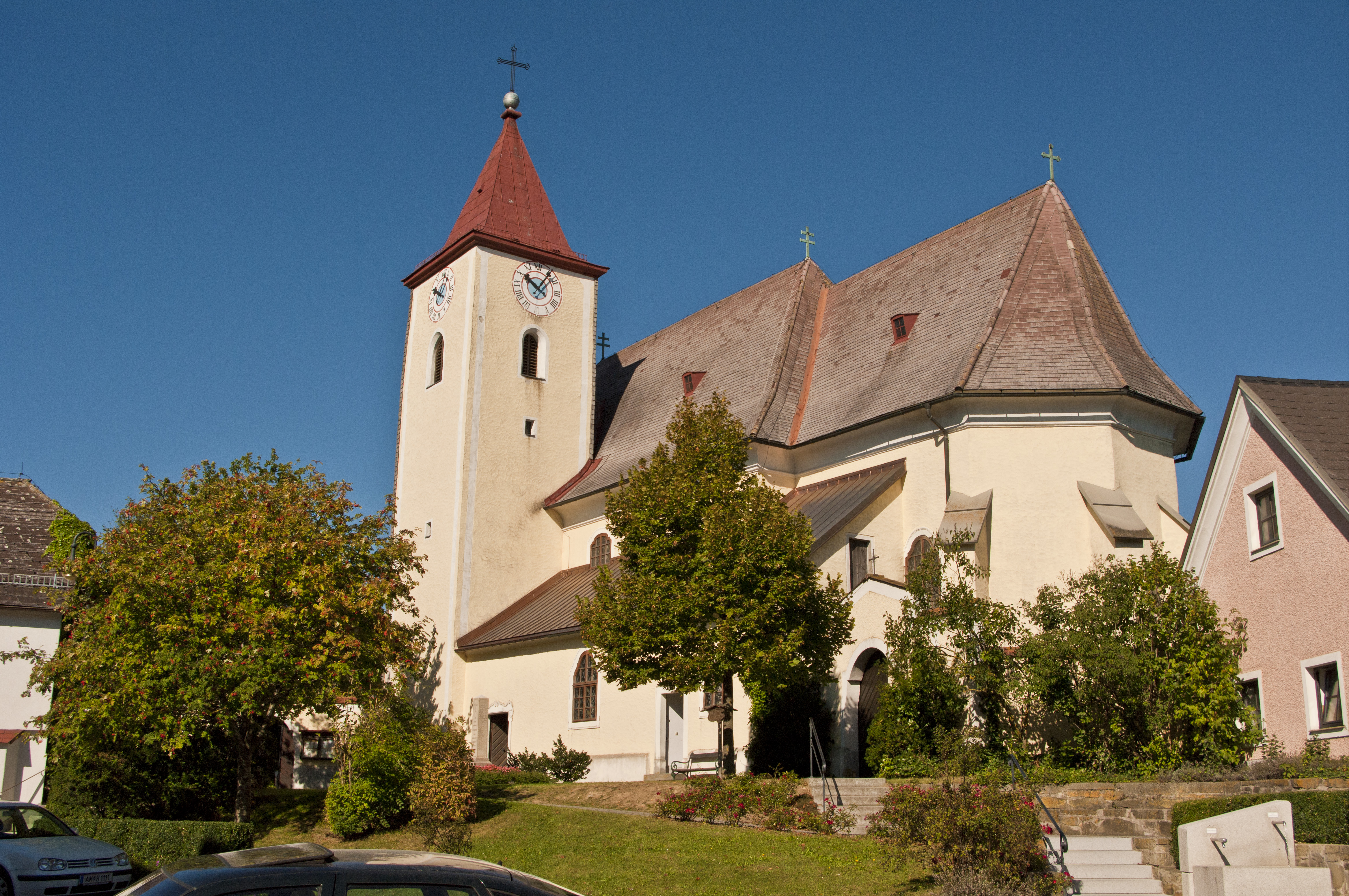
Pfarrkirche Kürnberg

Die Raming war seit dem Hochmittelalter ein Zentrum der Kleineisenindustrie der Eisenwurzen, und berühmt für seine Klingenschmiederei. Die Pfarrkirche Jakobus der Ältere wurde schon im 11. Jahrhundert errichtet, und nochmals um 1500 erbaut. 1771, als die Pfarre Kirnberg errichtet wurde, wurde die Kirche gutteils neu gebaut, und 1858 nochmals umgebaut. Der Ort selbst ist ein Kirchweiler, der bis in das 20. Jahrhundert nur einige Häuser umfasste.
Mit Schaffung der Ortsgemeinden 1848/49 wurde Kürnberg eine eigenständige Gemeinde. Zu ihr gehörte auch die Steuergemeinde Hohenreith. Laut Adressbuch von Österreich waren im Jahr 1938 in der Ortsgemeinde Kürnberg drei Bäcker, ein Binder, fünf Gastwirte, vier Gemischtwarenhändler, eine Hebamme, ein Holzhändler, zwei Schmiede, ein Schneider, zwei Schuster, drei Wagner und zahllose Landwirte ansässig. Weiters gab es vier Mühlen und drei Sägewerke.
Per 1. Jänner 1971 wurde Kürnberg der Gemeinde St. Peter/Au angeschlossen.

## Öffentliche Einrichtungen
In Kürnberg befindet sich ein Kindergarten und eine Volksschule.

## Nachweise
1. 1 2 3  Kürnberg. stpeterau.at (abgerufen am 5. Juli 2018).
2. 1 2  Aus der Pfarre. kuernberg.net (abgerufen am 5. Juli 2018).
3. ↑  So noch in der Franzisco-Josephinischen Landesaufnahme um 1880 (Alle Landesaufnahmen online auf Arcanum/Österreichisches Staatsarchiv: mapire.eu).
4. ↑  Hohenreith. stpeterau.at (abgerufen am 5. Juli 2018).
5. ↑  Adressbuch von Österreich für Industrie, Handel, Gewerbe und Landwirtschaft, Herold Vereinigte Anzeigen-Gesellschaft, 12. Ausgabe, Wien 1938 PDF, Seite 310
6. ↑  Alois Schmutzer: St.Peter/Au. In: Die Gemeinden des Amstettner Raumes. Von der Vergangenheit zur Gegenwart. Verein für heimatliche Forschung im Bezirk Amstetten, 1988, S. o.A. (Angabe nach Historisches über St. Peter in der Au. stpeterau.at, abgerufen am 5. Juli 2018).
7. ↑  Kindergärten in NÖ. NÖ Landesregierung, abgerufen am 3. Oktober 2020.
8. ↑  Schulensuche. In: Schulen online. Abgerufen am 30. September 2020.